# Boca Juniors
Club Atlético Boca Juniors iz argentinske prestolnice Buenos Aires je najbolj priljubljen nogometni klub v Argentini. Ustanovljen je bil 3. aprila 1905. Od leta 1940 je njegov domicilni stadion La Bombonera v mestni četrti La Boca, po kateri je tudi dobil ime. 
Po International Federation of Football History & Statistics je bil Boca Juniors najboljši nogometni klub na svetu v letu 2004.

## Naslovi

### Amaterski
Prva Liga: 7
1919, 1920, 1923, 1924, Copa de Honor 1925, 1926, 1930

### Profesionalni

#### Argentiski
Prva Liga: 22
1931, 1934, 1935, 1940, 1943, 1944, 1954, 1962, 1964, 1965, Nacional 1969, Nacional 1970, Metropolitano in Nacional' 1976, Metropolitano 1981, Apertura 1992, Apertura 1998, Clausura 1999, Apertura 2000, Apertura 2003, Apertura 2005, Clausura 2006.
Copa Argentina: 1
1969

#### Mednarodni
Latino-ameriško Prvenstvo: 5
1977, 1978, 2000, 2001, 2003
Mednarodni pokali (Intercontinental Cup): 3
1977, 2000, 2003
Druge Mednarodni pokali: 8
Supercopa 1989, Recopa 1990, 2005 in 2006, Copa Masters 1992, Copa de Oro 1993, Copa Sudamericana 2004 in 2005